# Toute l'histoire de mes échecs sexuels
Pour plus de détails, voir Fiche technique et Distribution.
Toute l'histoire de mes échecs sexuels (A Complete History of My Sexual Failures) est un film documentaire britannique réalisé par Chris Waitt, sorti en 2008.

## Synopsis
Chris Waitt vient de se faire plaquer. À trente ans passés, sa vie n'est qu'une suite de déboires sentimentaux et sexuels. Afin de comprendre pourquoi, il décide, caméra au poing, d'aller rendre visite à toutes ses ex pour leur demander ce qui n'a pas fonctionné dans leur relation. 

## Fiche technique
- Titre : Toute l'histoire de mes échecs sexuels
- Titre original : A Complete History of My Sexual Failures
- Réalisation : Chris Waitt
- Scénario : Chris Waitt
- Musique : Chris Waitt
- Photographie : Steven Mochrie
- Montage : Mark Atkins et Chris Dickens
- Production : Mary Burke, Robin Gutch, Mark Herbert et Henry Trotter
- Société de production : Warp X, EM Media, Film4 et Madman Entertainment
- Société de distribution : UFO Distribution (France)
- Pays :  Royaume-Uni
- Genre : Documentaire
- Durée : 90 minutes
- Date de sortie : 6 mai 2009 en  France

## Distribution
- Chris Waitt (VF : Damien Ferrette) : lui-même
- Alexandra Boyarskaya (VF : Laetitia Coryn) : elle-même
- Danielle McLeod : elle-même
- Dawn (VF : Nathalie Bienaimé) : elle-même
- Docteur Lulu (VF : Mélody Dubos) : elle-même
- Julia (VF : Marie-Laure Dougnac) : elle-même
- Mary (VF : Laëtitia Lefebvre) : elle-même
- Vicky (VF : Sophie Arthuys) : elle-même

- Version française
  - Société de doublage : RGB
  - Direction artistique : Éric Legrand

 Source et légende : version française (VF) sur RS Doublage et selon le carton du doublage français.